# جيم كارلسون (كاتب)
جيم كارلسون (بالإنجليزية: Jim Carlson)‏ هو كاتب سيناريو أمريكي، ولد في 29 أغسطس 1932، وتوفي في 25 أغسطس 2007.

## وصلات خارجية
- جيم كارلسون على موقع IMDb (الإنجليزية)
- جيم كارلسون على موقع أول موفي (الإنجليزية)
- جيم كارلسون على موقع قاعدة بيانات الأفلام السويدية (السويدية)
- جيم كارلسون على موقع قاعدة بيانات الفيلم (الإنجليزية)
- جيم كارلسون على موقع كينوبويسك (الروسية)